# Barbara Zápolya
Barbara Zápolya (Trenčín, 1495 – Cracovia, 2 ottobre 1515) fu regina di Polonia principessa del Granducato di Lituania.
Il matrimonio con Barbara rappresentò un'alleanza tra Sigismondo e la Casa di Zápolya contro gli Asburgo in seguito a dispute sul trono al Regno d'Ungheria.

## Biografia
Era la figlia di Stephan Zápolya, Palatino d'Ungheria e Conte di Szepes, e della principessa polacca Jadwiga di Teschen, della dinastia Piast. Barbara era una sorella minore di Giovanni Zápolya, il futuro re d'Ungheria. La famiglia era nota per la sua ricchezza: Stephen aveva più di 70 castelli in Ungheria e Slovacchia. Suo padre morì nel 1499, lasciando la famiglia sotto la tutela del cugino di Edvige, Casimiro II, Duca di Cieszyn. Barbara probabilmente trascorse la sua infanzia nel castello di Trenčín e alla corte di Anna di Foix-Candale, regina di Boemia e Ungheria.
Sigismondo I il Vecchio era il quinto dei sei figli del re polacco Casimiro IV di Polonia. Non avendo alcun possedimento né in Polonia né in Lituania, visse a Buda, alla corte di suo fratello maggiore, il re Vladislao II d'Ungheria. In quel momento si avvicinò alla Casa di Zápolya. Sigismondo ha mediato una disputa tra suo fratello Vladislao e gli Zápolya, che volevano assicurarsi il trono d'Ungheria per Giovanni Zápolya. Vladislao rifiutò, favorendo gli interessi di Massimiliano I, imperatore del Sacro Romano Impero. I nobili ungheresi si opposero fortemente alla portata crescente della dinastia degli Asburgo e minacciarono di prendere le armi. Il conflitto perse la sua urgenza quando il figlio ed erede di Vladislao, Luigi II d'Ungheria nacque nel luglio 1506.
Nell'agosto del 1506, Alessandro Jagellone morì senza lasciare un erede. Sigismondo fu eletto Re di Polonia e Granduca di Lituania e affrontò le crescenti ambizioni degli Asburgo non solo in Ungheria e Boemia, ma anche nello Stato dell'Ordine Teutonico in Prussia. Ciò lo costrinse a cercare alleati anti-asburgici e Zápolya in Ungheria facevano il caso suo. Un matrimonio reale rafforzerebbe la posizione di Zápolya in eventuali future dispute di successione e contribuirebbe a tenere l'Ungheria fuori dalle mire degli Asburgo. Sembra che il piano si fosse messo in atto intorno al 1510 da Jan Łaski, Gran Cancelliere della Corona, e da Krzysztof Szydłowiecki, Maresciallo di Corte. Prima di scegliere su Barbara, Sigismondo considerò anche Caterina di Meclemburgo, ma a causa di nuove ostilità tra la Polonia e Bogdan III cel Orb il progetto non andò in porto.

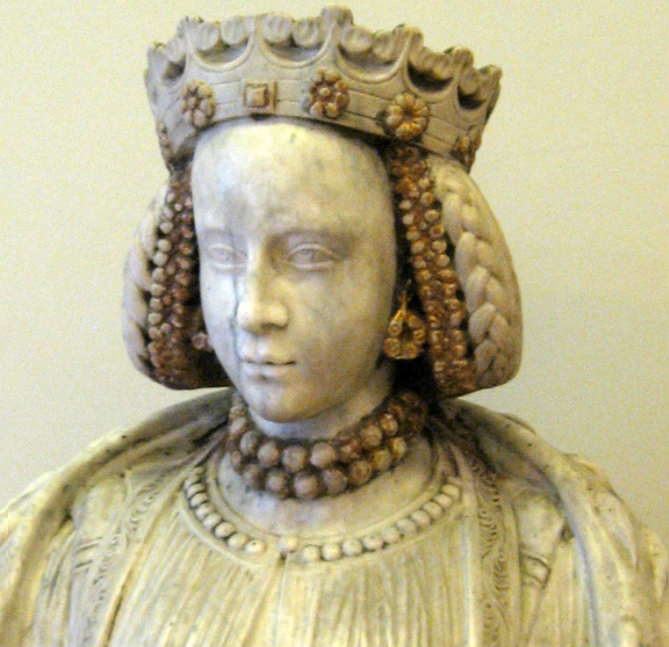
Busto di Barbara Zápolya, che per molto tempo si pensava fosse di Barbara Radziwiłł

### Matrimonio
Nell'aprile del 1511, Sigismondo inviò Piotr Tomicki come suo inviato in Ungheria. Tomicki informò il re Vladislao che suo fratello cercava di sposare una nobildonna ungherese e chiese il suo aiuto per trovare una candidata adatta. Il medico di fiducia di Vladislao, corrotto dalla delegazione polacca, suggerì Barbara Zápolya e Vladislao fu d'accordo. Il trattato di matrimonio fu firmato il 2 dicembre 1511. Barbara, scortata dalla sua famiglia e dai nobili polacchi (vescovo Jan Lubrański, Krzysztof Szydłowiecki, Andrzej Krzycki), partì per la Polonia nel gennaio 1512. Massimiliano I, tentò di interrompere il matrimonio con una proposta dell'ultimo minuto per Sigismondo: sposare una delle figlie di Francesco II Gonzaga, marchese di Mantova.
Il 6 febbraio 1512 Sigismondo incontrò Barbara a Łobzów. In quel modo, la diciassettenne Barbara e il quarantacinquenne Sigismondo entrarono insieme a Cracovia. Il matrimonio e la cerimonia dell'incoronazione hanno avuto luogo l'8 febbraio. La sua dote era 100.000 złoty, che era una somma molto grande. La sorella più giovane di Sigismondo, Elisabetta, che si sposò tre anni dopo, portò solo 20.000 złoty come dote. Le celebrazioni, finanziate con un prestito di Jan Boner, costarono 34.365 złoty. Questo dimostrava non solo le ricchezze della famiglia Zápolya, ma anche l'importanza di un matrimonio reale con la loro famiglia. In cambio della dote, Barbara ricevette le città di Nowy Korczyn, Wiślica, Åarnowiec, Radom, Jedlnia, Kozienice, Chęciny, Stężyca e molte altre, nonché i proventi delle tasse doganali di varie città e una somma annua di 200 fiorini ungheresi della miniera di sale di Wieliczka.
La coppia ebbe due figlie:
- Edvige (15 marzo 1513-7 febbraio 1573)[7], sposò l'Elettore Gioacchino II di Brandeburgo
- Anna (1 luglio 1515[8]-1520)

### Regina di Polonia e Granduchessa di Lituania
Nonostante la differenza di età, il matrimonio fu felice. La coppia viaggiava insieme, anche quando Barbara era in stato avanzato nella sua gravidanza. Dopo due mesi dalla nascita della prima figlia, Sigismondo e Barbara partirono per Vilnius per assistere alla rinnovata guerra con il Granducato di Mosca. Edvige di due mesi fu mandata a Cracovia. La coppia si separò per la prima volta nel luglio-settembre 1514 quando Sigismondo organizzò l'esercito contro Mosca. Sigismondo tornò da sua moglie a Vilnius dopo la vittoria nella battaglia di Orsha. Nel febbraio 1515, la coppia tornò a Cracovia dove Barbara si riunì con la figlia dopo quasi due anni. Barbara, incinta del suo secondo figlio, rimase a Cracovia, mentre Sigismondo viaggiò a Bratislava e poi a Vienna da marzo ad agosto 1515. Questa fu la seconda volta che la coppia si separò.
Durante quel periodo, si scambiarono lettere frequenti (sono sopravvissute 20 lettere di Sigismondo e solo due di Barbara). Sigismondo espresse il suo pensiero e la sua preoccupazione per Barbara, ricordandole di prendersi cura della sua salute e incoraggiandola a mantenersi su di morale.. Le fonti contemporanee lodarono quasi universalmente Barbara per le sue virtù. Marcin Bielski ha scritto della sua devozione a Dio, dell'obbedienza al marito, della sua gentilezza e della generosità verso i poveri. Marcin Kromer attribuì perfino la vittoria ad Orsha alla sua pietà e devozione cattolica, mentre Justus Ludwik Decjusz non dubitò che Barbara sarebbe entrata a far parte dei santi in cielo.
Nonostante l'affetto del marito e il sostegno del popolo, Barbara non ha avuto una grande influenza politica. Per esempio, sua madre e suo fratello la spinsero a impedire a Piotr Tomicki, un noto simpatizzante con gli Asburgo, di diventare vescovo di Przemyśl e vice-cancelliere della corona. Tomicki fu promosso a tutti i posti e, dopo aver appreso l'interferenza dei Zápolya, divenne ancora più forte sostenitore degli Asburgo. Il matrimonio con Barbara non impediva a Sigismondo di sostenere le nozze tra Luigi II d'Ungheria e Maria di Castiglia, nipote dell'imperatore Massimiliano I.

### Morte
Dopo la nascita della sua seconda figlia, Barbara si ammalò. Non è chiaro se fosse una febbre puerperale o qualche altra malattia. Il 1 ottobre 1515, Barbara subì quello che è stato descritto come un attacco di apoplessia. Morì il giorno seguente e fu sepolta nella cattedrale del Wawel. Nel 1517 Sigismondo ordinò la costruzione della Cappella di Sigismondo nella cattedrale. Barbara e sua figlia Anna, che morì all'età di 5 anni, furono sepolte nella cappella completata il 13 giugno 1533.

## Ascendenza
|                          |   |                         | Genitori                       |  |  | Nonni |  |  | Bisnonni                            |  |  | Trisnonni |  |
|                          |   |                         |                                |  |  |       |  |  | János Zápolya, signore di Borostyan |  |  | …         |  |
|                          |   |                         |                                |  |  |       |  |  | János Zápolya, signore di Borostyan |  |  | …         |  |
|                          |   | …                       |                                |  |  |       |  |  | János Zápolya, signore di Borostyan |  |  |           |  |
| László Zápolya           |   |                         |                                |  |  |       |  |  | János Zápolya, signore di Borostyan |  |  |           |  |
|                          |   | …                       | …                              |  |  |       |  |  |                                     |  |  |           |  |
|                          |   | …                       | …                              |  |  |       |  |  |                                     |  |  |           |  |
|                          |   | …                       | …                              |  |  |       |  |  |                                     |  |  |           |  |
| István Zápolya           |   | …                       |                                |  |  |       |  |  |                                     |  |  |           |  |
|                          |   | Boleslao I di Teschen   | Premislavo I Noszak di Teschen |  |  |       |  |  |                                     |  |  |           |  |
|                          |   | Boleslao I di Teschen   | Premislavo I Noszak di Teschen |  |  |       |  |  |                                     |  |  |           |  |
|                          |   | Boleslao I di Teschen   | Elisabetta                     |  |  |       |  |  |                                     |  |  |           |  |
| Dorottya                 |   | Boleslao I di Teschen   |                                |  |  |       |  |  |                                     |  |  |           |  |
|                          |   | Eufemia Mazowiecka      | …                              |  |  |       |  |  |                                     |  |  |           |  |
|                          |   | Eufemia Mazowiecka      | …                              |  |  |       |  |  |                                     |  |  |           |  |
|                          |   | Eufemia Mazowiecka      | …                              |  |  |       |  |  |                                     |  |  |           |  |
| Barbara Zápolya          |   | Eufemia Mazowiecka      |                                |  |  |       |  |  |                                     |  |  |           |  |
|                          | … | …                       |                                |  |  |       |  |  |                                     |  |  |           |  |
|                          | … | …                       |                                |  |  |       |  |  |                                     |  |  |           |  |
|                          | … | …                       |                                |  |  |       |  |  |                                     |  |  |           |  |
| Premislavo II di Teschen | … |                         |                                |  |  |       |  |  |                                     |  |  |           |  |
|                          |   | …                       | …                              |  |  |       |  |  |                                     |  |  |           |  |
|                          |   | …                       | …                              |  |  |       |  |  |                                     |  |  |           |  |
|                          |   | …                       | …                              |  |  |       |  |  |                                     |  |  |           |  |
| Jadwiga Cieszyńska       |   | …                       |                                |  |  |       |  |  |                                     |  |  |           |  |
|                          |   | Boleslao IV di Varsavia | …                              |  |  |       |  |  |                                     |  |  |           |  |
|                          |   | Boleslao IV di Varsavia | …                              |  |  |       |  |  |                                     |  |  |           |  |
|                          |   | Boleslao IV di Varsavia | …                              |  |  |       |  |  |                                     |  |  |           |  |
| Anna Mazowiecka          |   | Boleslao IV di Varsavia |                                |  |  |       |  |  |                                     |  |  |           |  |
|                          |   | Barbara Olelkówna       | …                              |  |  |       |  |  |                                     |  |  |           |  |
|                          |   | Barbara Olelkówna       | …                              |  |  |       |  |  |                                     |  |  |           |  |
|                          |   | Barbara Olelkówna       | …                              |  |  |       |  |  |                                     |  |  |           |  |
|                          |   | Barbara Olelkówna       |                                |  |  |       |  |  |                                     |  |  |           |  |